# Michał Kaczmarek (lekkoatleta)
Michał Kaczmarek (ur. 19 września 1977 w Gubinie) – polski lekkoatleta specjalizujący się w biegach długodystansowych.

## Osiągnięcia
Mistrz Polski w biegu na 5000 m z 2004, 2006 i 2008 oraz na 10 000 m z 2006 i 2007, a także w biegu przełajowym na 10 km w 2006 i w półmaratonie (2010).
Uczestniczył w Mistrzostwach Świata w Biegach Przełajowych w 2006 w Fukuoce, gdzie zajął 78. miejsce w biegu na krótkim dystansie (najlepsze wśród reprezentantów Polski) oraz w Mistrzostwach Europy w Göteborgu 2006 w biegu na 10 000 m (zajął 18. miejsce). W tym samym roku reprezentował Polskę podczas rozgrywanego w hiszpańskiej Maladze Pucharu Europy w lekkoatletyce zajmując 8 miejsce (14:51,61 s.) w biegu na 5000 m.
12 października 2008 zadebiutował w biegu maratońskim startując w barwach Polski podczas Wojskowych Mistrzostw Świata w Maratonie. Razem z kolegami z drużyny (Adamem Draczyńskim oraz Janem Zakrzewskim, rezerwowym był Zbigniew Murawski) wygrali klasyfikację drużynową wyprzedzając gospodarzy – Włochów.
18 kwietnia 2009, w 42 Wojskowych Mistrzostwach Świata w Maratonie w Belgradzie, zdobył brązowy medal (w klasyfikacji drużynowej Polacy zajęli drugie miejsce).
31 października 2010, w 43 Wojskowych Mistrzostwach Świata w Maratonie w Atenach, zajął czwarte miejsce (Polacy wygrali klasyfikację drużynową).
Medalista mistrzostw Europy wojskowych.
Reprezentuje klub WKS Grunwald Poznań. Jest żołnierzem Wojska Polskiego w stopniu plutonowy.

## Rekordy życiowe
- Bieg na 3000 metrów – 7:56,41 (2003)
- Bieg na 3000 metrów z przeszkodami – 8:31,28 (2007)
- Bieg na 5000 metrów – 13:49,88 (2008)
- Bieg na 10 000 metrów – 28:37,44 (2007)
- Bieg na 20 kilometrów – 59:46 (2013)[4]
- Półmaraton – 1:03:25 (27 marca 2011, Warszawa)[5]
- Maraton – 2:14:13 (2011)